# Питсфилд (Массачусетс)
Питсфилд (англ. Pittsfield) ― крупнейший город и административный центр округа Беркшир штата Массачусетс в США.
Население Питсфилда по состоянию на 2020 год составило 43 927 человек. Хотя население города сократилось в последние десятилетия, Питсфилд остаётся третьим по величине муниципалитетом в Западном Массачусетсе, уступая только Спрингфилду и Чикопи.
В 2017 году город занял первое место в США по степени развития искусства.

## История

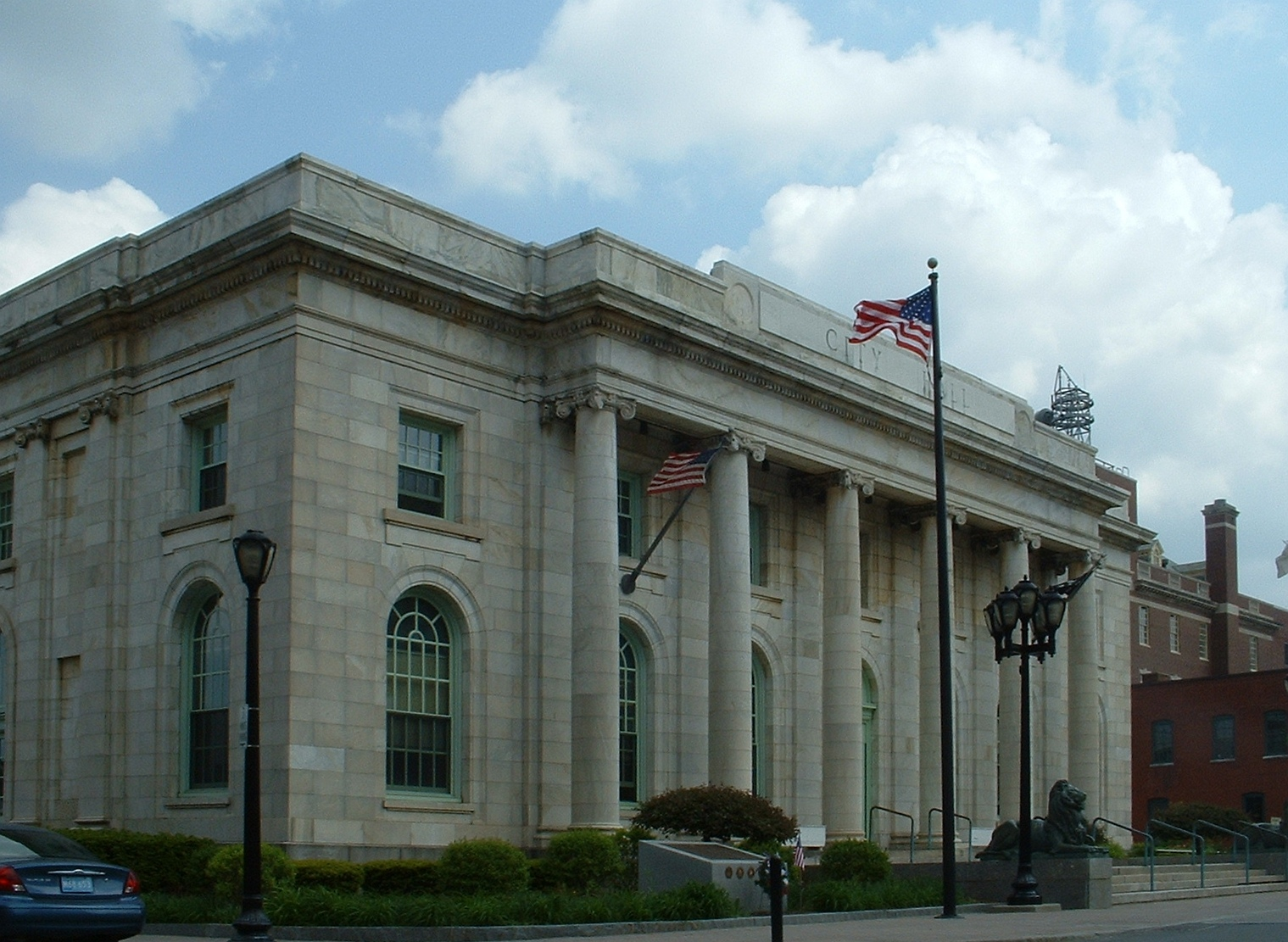
Питсфилдская ратуша

Питсфилд был основан в 1752 году. Губернатор сэр Фрэнсис Бернард назвал это поселение в честь британского дворянина и политика Уильяма Питта. К 1761 году в Питсфилде насчитывалось 200 жителей.
К концу Войны за независимость население выросло почти до 2000 жителей. Питсфилд был в первую очередь сельскохозяйственным центром ― из-за множества ручьёв, впадающих в реку Хусатоник. Также в Питсфилде существовало множество бумажных и текстильных фабрик.
В 1891 году Питсфилд получил статус города.

## Население
| Год переписи | Нас.  |  | %±    |
| ------------ | ----- |  | ----- |
| 1790         | 1992  |  | —     |
| 1800         | 2261  |  | 13,5% |
| 1810         | 2665  |  | 17,9% |
| 1820         | 2768  |  | 3,9%  |
| 1830         | 3559  |  | 28,6% |
| 1840         | 3747  |  | 5,3%  |
| 1850         | 5872  |  | 56,7% |
| 1860         | 8045  |  | 37%   |
| 1870         | 11112 |  | 38,1% |
| 1880         | 13364 |  | 20,3% |
| 1890         | 17281 |  | 29,3% |
| 1900         | 21766 |  | 26%   |
| 1910         | 32121 |  | 47,6% |
| 1920         | 41763 |  | 30%   |
| 1930         | 49677 |  | 18,9% |
| 1940         | 49684 |  | 0%    |
| 1950         | 53348 |  | 7,4%  |
| 1960         | 57879 |  | 8,5%  |
| 1970         | 57020 |  | −1,5% |
| 1980         | 51974 |  | −8,8% |
| 1990         | 48622 |  | −6,4% |
| 2000         | 45793 |  | −5,8% |
| 2010         | 44737 |  | −2,3% |
| 2018         | 42533 |  | −4,9% |

Согласно переписи 2010 года, в городе проживало 44 737 человек в 19 653 домохозяйствах в составе 11 282 семей. Плотность населения составила 407 человек/км².
Расовый состав населения:
- 88,3% - белых
- 5,3% - чёрных или афроамериканцев
- 1,2% - азиатов
- 0,2% - коренных американцев
- 1,9% - лиц других рас

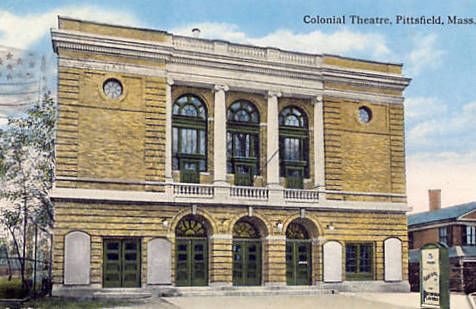
Здание театра

Доля испаноязычных составила 5,0% всех жителей.
По возрастному диапазону население распределялось следующим образом: 21,2% ― лица младше 18 лет, 61,2% ― лица в возрасте 18-64 лет, 17,6% ― лица в возрасте 65 лет и старше. Средний возраст жителя составил 42,5 лет. На 100 женщин в городе приходилось 92,3 мужчины.
Средний доход на одно домашнее хозяйство составлял 59 312 долларов США (медиана ― 43 916), а средний доход на одну семью ― 72 717 долларов (медиана ― 58 551). Медиана доходов составляла 51 912 долларов у мужчин и 38 720 долларов у женщин. За чертой бедности находилось 17,2% человек, в том числе 28,3% детей в возрасте до 18 лет и 8,5% в возрасте 65 лет и старше.
Трудоустроенное население города составляло 20 853 человека. Основные области занятости: образование, здравоохранение и социальная помощь ― 30,7%, розничная торговля ― 13,5%, искусство, развлечения и отдых ― 10,6%, наука – 9,0%.

## Транспорт
В центре города Питсфилд пересекаются две автомагистрали: US 7 и US 20.

## Известные уроженцы
- Гарретт Макнамара ― американский сёрфингист, рекордсмен мира.